# Nicolas Mirza
Nicolas Mirza est un footballeur français international martiniquais, né le 18 novembre 1984 à Épinay-sur-Seine. Il évolue au poste de milieu défensif avec l'US Quevilly en National et la sélection de la Martinique.

## Biographie
Mirza intègre le centre de formation du Paris Saint-Germain. Ne se voyant pas proposer de contrat par le club phare de la capitale, il signe un contrat de deux ans avec le club anglais de Yeovil Town le 22 juillet 2004.
En Décembre 2005, il signe à Pacy sur Eure évoluant en CFA avec lequel il réalisera la montée en National lors de la saison 2007-2008.
En 2009, il est transféré au Paris FC ou il évoluera jusqu'en 2012.
En 2012, il rejoint l'US Quevilly, récent finaliste de la Coupe de France 2012. Dépouillé de ses meilleurs joueurs, le club passe une saison très difficile et est relégué.
Il est sélectionné pour la première fois avec l'équipe de Martinique à l'occasion du 2e tour préliminaire de la Coupe caribéenne des nations 2012.